# Старооскольский скоростной трамвай
Старооско́льский скоростной трамвай — трамвайная система Старого Оскола, одна из двух в России являющаяся по исполнению и именуемая официально скоростным трамваем и одна из последних созданных в СССР и России трамвайных систем.
Трамвай в Старом Осколе открыт в 1981 году, первые вагоны начали поставляться с 1977 года. Сеть изначально строилась как скоростной трамвай между жилыми кварталами северо-восточного района города и вновь сооружённой удалённой промзоной.
Официальное наименование предприятия — ООО «Скоростной трамвай». Сеть создавалась Оскольским электрометаллургическим комбинатом изначально как ведомственный транспорт для подвоза работников комбината из города. С 2003 года является хозяйственным обществом с учредителями: Старооскольский городской округ (49 %) и ОЭМК (51 %).
С 1990 года наблюдается увеличение численности пассажиров: в 1990 году было перевезено 6,6 млн человек в год, к 2000 году цифра выросла до 9,8 млн чел., а по состоянию на 2012 год пассажиропоток превысил 11 млн.

## История трамвая
- март 1976 года — начато строительство линий скоростного трамвая
- 29 мая 1976 года — организовано управление скоростного трамвая
- 1977 год — создано трамвайное депо, начато его строительство
- 1980 год — назначена рабочая комиссия по приемке в эксплуатацию трамвая
- 6 ноября 1980 года — состоялась пробная обкатка трамвайной линии
- 5 января 1981 года — состоялся пуск первой очереди от УСТ до БСИ
- 5 июля 1981 года — перевезён миллионный пассажир
- 29 октября 1981 года — состоялся пуск второй очереди трамвая по от БСИ до ОЭМК и открыты подземные переходы под станциями «БСИ», «Автокомбинат» и «Незнамово»
- 1997 год — сооружены подземные переходы под станциями «Автовокзал» и «Микрорайон Солнечный»
- 2001 год — закуплены первые два трамвая КТМ-19[4]
- 2003 год — предприятие приобрело новое название — ОАО «Скоростной трамвай», имеет два учредителя: ОЭМК (51 % акций), город Старый Оскол (49 %)
- 2007 год — демонтаж подземного перехода на станции «Незнамово»
- март 2009 года — закуплены два трамвая новой серии — КТМ-19КТ
- 2009 год — переход скоростного трамвая к автоматическим информаторам
- 29 мая 2009 года — предприятие отметило юбилей с момента образования — 30 лет[5]
- 2012 год — закуплены три трамвая серии КТМ-19КТ
- февраль 2012 года — в вагонах трамваев устанавливается видеонаблюдение
- июнь 2012-май 2017 года — реконструкция станции «Оптовый рынок»
- август 2012 года — установлены таблички пассажирского ориентирования по станциям и маршрутам
- лето 2014 года — закрытие подземных переходов на станциях «БСИ» и «Автокомбинат» в связи с аварийным состоянием сооружений
- май 2014 года — трамвайный парк ОАО «Скоростной трамвай» пополнился двумя новыми вагонами БКМ-62103. Современные трамваи производства белорусско-швейцарской фирмы «Штадлер-Минск» — подарок Металлоинвеста в честь 35-летнему юбилея, который транспортники отмечают 30 мая.
- август 2014 года — трамвайный парк пополнился двумя новыми вагонами модели 71-623 производства Усть-Катавского завода. Они получили бортовые номера «106» и «107».
- июнь-июль 2015 года — реконструкция станции «Городское кольцо-1», перенос посадочной платформы с разворотного кольца на путь 1
- осень 2015 года — неустановленным автомобилем был повреждён путепровод перед остановкой ОЭМК, в результате чего на некоторое время маршрут № 1 был сокращён до станции Бабанинка
- июль 2016 года — на станциях размещено расписание низкопольных поездов, осуществлён ремонт пешеходных переходов на станции «Торговый центр Карусель»
- август-сентябрь 2016 года — реконструкция платформы № 2 станции «Автовокзал»
- октябрь-ноябрь 2016 года — реконструкция станции «Воротниково»
- осень 2022 года — закрыт маршрут № 2 в связи с низким пассажиропотоком[источник не указан 351 день]

## Описание сети
Трамвайная сеть состоит из единственной линии: УСТ — Городское кольцо — БСИ — ОЭМК, проходящей по улице Николаевской, проспекту Алексея Угарова и через урочище Ублинские Горы, а также через сёла Незнамово, Обуховка и Бабанинка. На линии находятся два промежуточных кольца: «Городское кольцо» (прежнее название - «Проспект Металлургов») и «БСИ». Состояние путей — удовлетворительное, поддерживается в рабочем, комфортном для пассажиров состоянии.
Примечательно, что за всё время существования системы не было демонтировано ни одного метра рельсов и контактных сетей, за исключением небольшого тупика в районе кольца «БСИ». В августе 2012 года при реконструкции автодороги Старый Оскол — ОЭМК была частично (около 100 метров) разобрана служебная соединительная ветвь к железной дороге в районе промзоны «Котёл», остальная часть ССВ (4 км) сохранена и находится в рабочем состоянии, используется только для доставки нефтепродуктов на близлежащую нефтебазу.
29 мая 2009 года предприятие ОАО «Скоростной трамвай» отметило своё 30-летие с момента основания, которое было освещено в местной прессе.
Для организации движения скоростного трамвая долгое время использовались сразу три вида светофоров:
- трамвайные — на переезде у станции «Автовокзал»
- автомобильные — на переездах у станций «Микрорайон Жукова» и «Микрорайон Солнечный»
- железнодорожный светофор (в настоящее время демонтирован, осталась только мачта) — между станциями «Обуховка» и «Бабанинка»

В трамвайной сети используются не только привычные трамвайные стрелки, но и железнодорожные (например на станции «ОЭМК» и в месте примыкания служебной соединительной ветви).
Вдоль трамвайной линии расположены тяговые подстанции, на стенах которых были выложены из кирпича другого цвета различные лозунги советской эпохи. В настоящее время большинство из них уничтожены либо подверглись вандализму, относительно неповреждёнными и читаемыми остаются «Честь и слава по труду!» в районе станции «Автокомбинат» и «Всё во имя человека! Всё во благо человека!» в районе станции «Нефтебаза».

## Маршруты
Актуальные маршруты на 21.03.2023:
- 1. Городское кольцо — ОЭМК
- 2. Городское кольцо — БСИ
- 3. Городское кольцо — УСТ

Маршрут № 3 работает в режиме челнока (два вагона сцеплены хвостами и двигаются по одному и тому же пути в обе стороны без разворота на кольце), так как со стороны УСТ кольца нет, а со стороны Нового города на него невозможно въехать при движении от депо, также на данном маршруте работает переоборудованный трамвай с двумя кабинами управления.

## Оплата проезда
Билет внутри одной тарифной зоны в 2024 году стоит 25 рублей, в двух зонах — 40 руб. В трамваях без кондуктора осуществляется оплата водителю при выходе.

## Остановочные пункты
|  |  |

|  |  |

|  |  |

|  |  |

|  |  |

|  |  |

|  |  |

|  |  |

|  |  |

|  |  |

|  |  |

|  |  |

|  |  |

|  |  |

|  |  |

|  |  |

|  |  |

|  |  |

|  |  |

|  |  |

|  |  |

|  |  |

|  |  |

|  |  |

|  |  |

|  |  |

|  |  |

|  |  |

|  |  |

|  |  |

|  |  |

|  |  |

|  |  |

|  |  |

|  |  |

|  |  |

|  |  |

|  |  |

|  |  |

|  |  |

|  |  |

|  |  |

|  |  |

|  |  |

|  |  |

|  |  |

|  |  |

|  |  |

|  |  |

|  |  |

|  |  |

|  |  |

|  |  |

|  |  |

|  |  |

|  |  |

|  |  |

|  |  |

|  |  |

|  |  |

|  |  |

|  |  |

|  |  |

|  |  |

|  |  |

|  |  |

|  |  |

|  |  |

|  |  |

|  |  |

Даются по движению с севера на юг.

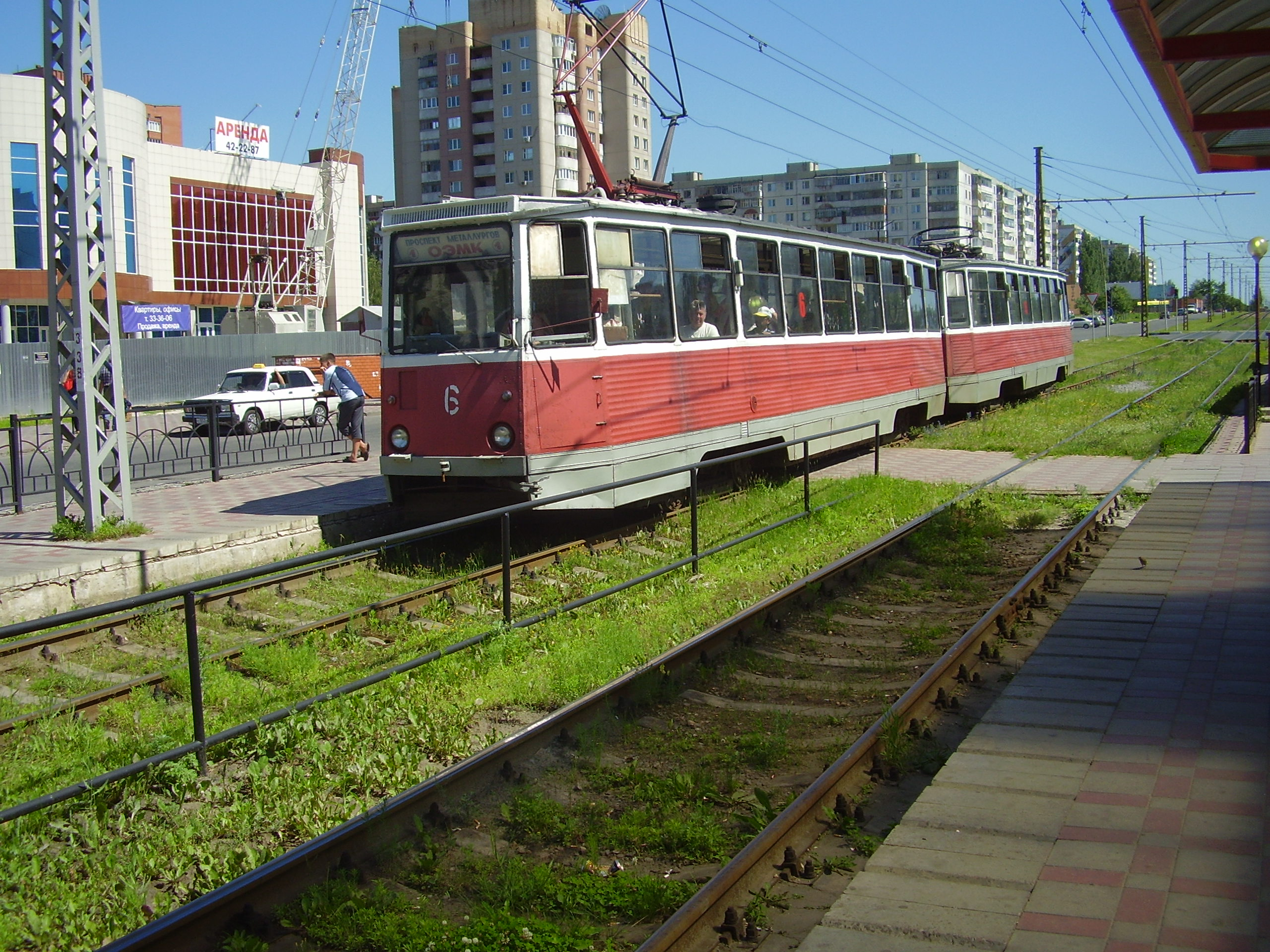
Станция «Микрорайон Солнечный», 2009 год

- УСТ — Управление скоростного трамвая — выход на улицу Николаевская.
- Промкомзона — выход к микрорайону Ладушки. Пересадка на железнодорожную платформу 606 километр.
- Оптовый рынок (по требованию) — выход на улицы Плотникова и Бондаренко. Пересадка на автобусную остановку «Оптовый рынок».
- Городское кольцо — выход к микрорайону Северный.
- Автовокзал — выход на улицу Архитектора Бутовой, микрорайоны Лесной, Юбилейный и Будённого— самая перегруженная станция. Пересадка на автобусные остановки "Рынок «Юбилейный», «Гипермаркет «Линия», «Микрорайон Лесной», «Кафе «Венеция».
- Микрорайон Жукова — выход на проспект Молодёжный и микрорайоны Жукова, Макаренко, Солнечный и Зелёный Лог. Пересадка на автобусные остановки «Проспект Алексея Угарова», «Строительная», «Микрорайон Макаренко» и «Дворец спорта».
- Микрорайон Солнечный — выход на проспект Победы, микрорайоны Жукова, Солнечный, Королева и Олимпийский. Пересадка на автобусные остановки «Юбилейная» и «Дом связи».
- Олимпийская — выход  на улицу Ерошенко, микрорайоны Олимпийский и Королева, ТЦ «Орбита», ТЦ «Лада», ТЦ «Олимпийский пассаж», школу искусств № 2. Пересадка на автобусную остановку «Олимпийский», «Микрорайон Королёва».
- Торговый центр «Карусель» — выход на микрорайоны Дубрава-Первая и Космос. Пересадка на автобусную остановку «Карусель».
- Лесная (по требованию) — выход на улицу Ублинские Горы.
- Воротниково (по требованию)  — выход на Южную объездную дорогу.
- Незнамово — выход на Центральную, Советскую и Октябрьскую улицы. Пересадка на автобусные остановки «Спецодежда» и «Октябрьская улица».
- Новый путь (по требованию) — выход на комбинат «Новый путь».
- Тепличный комбинат (по требованию) — выход к закрытой агрофирме «Металлург».
- Автокомбинат (по требованию) — выход на автоцентр «КамАЗ» и северную часть промзоны «Котел».
- БСИ — выход на южную часть промзоны «Котел» и дачные общества Колос, Приозёрье и Ивушка.
- Нефтебаза (по требованию) — выход к дачным обществам Залесье, Сосна и Нива.
- Строитель (по требованию) — выход к дачным обществам Берёзка, Сталь и Дубрава.
- Обуховка (по требованию) — выход на Трамвайную улицу.
- Бабанинка — выход на Центральную улицу и к селу Готовьё. Пересадка на автобусную остановку «Бабанинка».
- ОЭМК — выход на ОЭМК.

## Подвижной состав

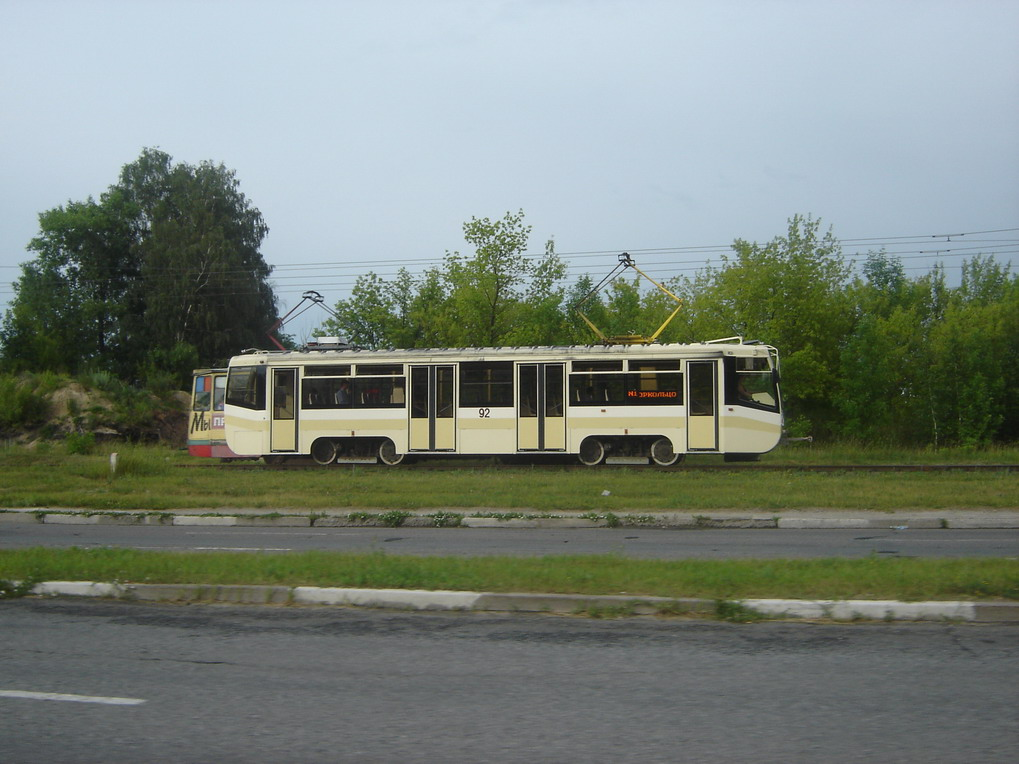
Трамваи 71-619 и 71-605, 2008 год

По состоянию на июль 2025 года в городе работает 66 вагонов. Большинство из них —  КТМ-5М3. Из новых вагонов имеются:
- 47 вагонов КТМ-5МЗ
- 9 вагонов КТМ-19К
- 6 вагонов КТМ-19КТ
- 2 вагона КТМ-23
- 2 белорусских вагона АКСМ-62103

В часы пик на линиях работают сцепки, в остальное время — одиночные вагоны. Вагоны моделей 71-619, 71-623 и 62103 работают только «в одиночку», то есть «систем» из таких вагонов в городе нет. Кроме того, работают две сцепки из вагонов 71-605 по системе «тяни-толкай», когда вагоны сцеплены задом друг к другу. В конце 2015 года один из трамваев был переоборудован для работы на маршруте № 3 путём установки второй кабины управления.
Достаточно большое количество служебных вагонов. Большинство из них сделаны на базе вагонов 71-605 и их модификаций. Это рельсотранспортёры, вагон-вышка контактной сети, хоппер-дозатор и прочие.